# Хиросимский музей искусств
Хиросимский музей искусств (яп. ひろしま美術館 Хиросима бидзюцукан) — художественный музей в Хиросиме, в Японии, основан в 1978 году. Основой экспозиции является собрание картин французских художников XIX—XX веков и работы японских художников, находившихся под влиянием европейского искусства.

## История
Идея создания художественного музея в Хиросиме возникла по случаю сотой годовщины основания Банка Хиросимы (яп. 広島銀行 Хиросима гинко:). Спустя 30 лет после атомной бомбардировки города, руководство банка приняло решение основать художественный музей в Хиросиме, как символ мира, и предоставило необходимые средства для его строительства и формирования коллекции. Местом для возведения нового музея был выбран парк в центре города, к югу от замка Хиросимы.
Главное здание музея представляет собой одноэтажную ротонду, вокруг которой сгруппированны четыре зала. Ротонда находится в центре прямоугольного парка, на северной и южной стороне которого находятся другие здания — дополнительные выставочные залы, соединенные подземным туннелем с главным зданием. На территории музея также находятся кафе, музейный магазин и лекционный зал.
3 ноября 1978 года Хиросимский художественный музей был открыт для общественности.

## Собрание
Собрание музея включает в себя произведения искусства XIX—XX веков. Основой экспозиции являются произведения французских художников, многие из которых находились под влиянием японского искусства. В музее также широко представлено собрание произведений японских художников, в чьих работах прослеживается влияние европейского искусства.

### Отромантизмадоимпрессионизма
Самая ранней работой в коллекции музея является картина Араб у могилы (1838) главы романтического направления в европейской живописи, Эжена Делакруа. В музее находится и другая картина этого художника, Воин с мечом (дата неизвестна). Барбизонская школа представлена пейзажами Жнец (1866-67) и Собиратель хвороста, закат (1867) Жана-Франсуа Милле, картинами Купальщицы на острове Борроме (1872) и Сидящая крестьянка в зеленом и держащая венок (дата неизвестна) Жана-Батиста-Камиля Коро. В собрании есть зимний пейзаж Битва оленей в снегу (1868) Гюстава Курбе, основателя реалистичного направления в европейской живописи, и вид на гавань Бордосский пейзаж (1874) Эжена Будена, предшественника импрессионистов.
В собрании музея широко представлены работы французских импрессионистов. Это портреты Женщина в розовой обуви (Берта Моризо) (1872) и Женщина в шляпе с серыми перьями (1882) Эдуарда Мане, городской пейзаж Набережная Отель-де-Виль и яблочный рынок (1884-88) Станисласа Лепина, городской пейзаж Сен-Маммэ (1885) Альфреда Сислея. В музее хранятся четыре произведения Эдгара Дега — картины Конная прогулка (1867-68), Женщина в ванне (1867-68), Танцовщица в красном платье (около 1897) и скульптура Танцовщица, держащая правую ногу в правой руке (1896—1911). В коллекцию музея входят пейзажи Голландский пейзаж (около 1871), одна из ранних работ Клода Моне, и Утро на Сене (Русло Сены близ Живерни) (1897), серийная работа того же живописца, написанная им на рубеже веков. Пять произведений Пьера-Огюста Ренуара относятся к позднему периоду его творчества. Это городской пейзаж Площадь де ля Трините (Париж) (около 1892), пейзаж Поток близ Круасси (Сена-и-Уаз) (1911), картина Суд Париса (1913-14) и портрет Женщина в соломенной шляпе (1915), а также скульптура Венера с яблоком (1913). В собрании музея представлены две работы Камиля Писсарро — пейзаж с обнаженной натурой Купальщицы (Этюд) (1896) и городской пейзаж Пон-Нёф (Новый мост) (1902).

### Отнеоимпрессионизмадопостимпрессионизма
Две работы Поля Сезанна, пейзаж Кривое дерево (1888-90) и портрет Сидящий крестьянин (около 1897), наглядно демонстрируют метод живописца. Одним из самых известных произведений в собрании музея является картина Винсента Ван Гога Сад Добиньи (1890), написанная им незадолго до смерти. Поль Гоген включен в собрание двумя картинами, относящимся к разным периодам его творчества. Это сельский пейзаж Купание юных бретонцев (Купальня у мельницы дю Буа) (1886) и скульптура Жемчужный идол (1892-93).
Пуантилисты, или неоимпрессионисты представлены в галерее пейзажем В деревне (1883) Жоржа-Пьера Сёра и городскими пейзажами Порт, Жюверло (1888) и Париж, Новый мост (1931) Поля Синьяка. В собрании музея есть две работы Анри де Тулуз-Лотрека — Хор в кресле эпохи Людовика XIII в кабаре Аристида Брюана (1886) и Аристид Брюан (1893).
Начало XX века представлено картинами Пегас, конь на скале (около 1907-10) и Цветы в синей вазе (около 1912-14) символиста Одилона Редона, Натюрмортом (1930) Пьера-Франсуа Лапрада, городским пейзажем Вид укреплений (1909) примитивиста Анри Руссо и портретом Госпожа Майсснер (1906-07) Эдварда Мунка. Творчество живописцев из группы Наби, или «набидов» представлено городским пейзажем Площадь Пигаль (1905) и портретом Девушка в белой блузке (Мадмуазель Лейла Клод Ане) (1930) Пьера Боннара и картиной Натурщица в студии (1918) Эдуарда Вюйара . В коллекцию музея также входят картины Павильон (1927) интимиста Анри-Эжена Ле Сидане, Персонажи (1928) примитивиста Андре Бошана и Вид на Сен-Тропе (дата неизвестна) реалиста Андре-Альбера-Мари Дюнуайе де Сегонзака.

### Отфовизмадокубизмаисюрреализма
Фовизм в галерее представлен картинами Франция (1939) и Девушка в зеленом, красный интерьер (1947) Анри Матисса, Панорама, Прованский пейзаж (около 1930), Пейзаж с обнаженной (1925-26), Пейзаж с белокурой дамой (1936-37) Андре Дерена, Ваза с цветами (1935), Снежный пейзаж (дата неизвестна) и Пейзаж с деревьями (около 1950)Мориса де Вламинка . В коллекцию музея также входят картины Новый мост и Самаритянин (1940) близкого к фовистам Альбера Марке, Эпсом, демонстрация дерби (1930) кубиста Рауля Дюфи и Пьеро (1937-38), Братья, Пьеро и Арлекин экспрессиониста Жоржа Руо.
Творчество Пабло Пикассо представлено в собрании картинами разных периодов. Из ранних работ художника, это Кан Кан (1900), Две женщины у бара (1902) и Бюст женщины (Фернанда) (1909). Далее следуют картины Четыре купальщицы (1920), Материнство (1921) и Поль, сын художника, в два года, с ягненком (1923). Из поздних работ живописца в музее находятся Женщина, сжимающая руки (1959) и Бюст женщины (1970). Кубисты в галерее также представлены натюрмортом Компоты и фрукты (1935) Жоржа Брака и Танец (1. Па) (1929) Фернана Леже.

### Парижская школа
Также широко представлены в собрании музея произведения художников «Эколь де Пари» («Парижской школы»). Среди них портретыПортрет девушки в синей блузке (1910), Портрет мужчины (1919) и скульптура Голова (около 1911-12) Амедео Модильяни, портрет Женщины в кресле (1919) и Натюрморт с селедкой и белым горшком (около 1922-23) Хаима Сутина, Мебелированный дом (1911), Две женщина и лань (1923) и Женщина с букетом цветов (около 1942) Мари Лорансен, великолепные городские пейзажи Улица Монморанси (um 1912) и Собор Сен-Пьер в Ангулеме (Шаранта) (1935) Мориса Утрилло. В коллекцию также входят портрет Румынка (1929) и натюрморт Цветы (дата неизвестна) Моисея Кислинга.
Другие художники этой школы представлены картинами Принцесса Гика (1921) и Дамы в зеленом (1927) Жюля Паскина, Виды Венеции (1921) и Пара (около 1922),Кееса ван Донген, Виды Витебска (1924-26), Вдохновение (1925-26), Моя бабушка (1928), Букет влюбленных (около 1930), У реки (1973) Марка Шагала, Лежащая обнаженная с кошкой (1923), Благовещение (1927), Поклонение волхвов (1927), Снятие с Креста (1927) Ассизи (1961) и Профиль женщины (дата неизвестна) Цугухару Фудзиты.

### Современное японское искусство
После окончания периода самоизоляции страны, настало время тесных контактов Японии со странами Европы и Америки. Культура страны, особенно литература и искусство испытали сильное влияние европейской культуры. Наряду с картинами Цугухару Фудзиты, жившего и работавшего во Франции, в собрании музея представлен целый ряд работ других японских художников, писавших в стиле ёга. К таким картинам относятся натюрморт Пионы (около 1887) Сётаро Коямы, Крестьяне, возвращающиеся домой (1891) Тю Асаи, портреты Лампа и двое детей (дата неизвестна) и Европейская женщина в белом платье (1892) Сэйки Куроды.
В коллекцию входят несколько работ Такэдзи Фудзисимы из серии Изображение Музыки (1901—1906) — Обнаженная и цветы персика (1902), Восход (около 1931), Бушующие волны на мысу Дайо-Мисаки (1932). В собрании также представлены работы Сабуросукэ Окады Обнаженная (1926) и Обнаженная у пруда (1935), Сигэру Аоки Конец весны (1907), Ямаситы Синтаро Портрет девушки (1929), Хандзиро Сакамото Вилла Журне под Парижем (1922) и Привязанная лошадь (1934) и Кундзо Минами Девушка, играющая на фортепиано (1927) и Утро в горной деревне (1941).
Музею также принадлежат Натюрморт с глобусом (1925) и Автопортрет (1928) Нарасигэ Коидэ, Обнаженная (1936) и пейзаж Каруидзава осенью (1974) Рюдзабуро Умэхары, Студия (1926) Ясуи Сотаро, пейзаж Канал весной (1915) и Портрет младшей сестры в китайской одежде (1921) Рюсэя Кисиды, пейзаж Гора Хиэй (около 1934) Кунитаро Суды, Пейзаж (около 1923) Харуэ Коги, картина Красная шапочка (1925) Кандзи Маэты, две Обнаженные (1928) и (1972) Такэси Хаяси, Гараж (1925), Пейзаж и Обнаженная (1925) Юдзо Саэки. В экспозицию также входят картины Угол бедного кафе (1930) Макото Сабури, Снег (1935) Сиканосукэ Оки, Мель (1934) Нориюки Усидзимы, Венеция (1934) Таканори Огису и Стая птица (Мертвое дерево) (1931) Киносукэ Эбихары.
После Второй мировой войны японские художники, продолжая традиции европейской живописи, в своих работах нередко возвращались к методикам традиционного японского искусства.
К этому периоду в собрании музея относятся картины Возчик угля в Сосю, Китай (1924—1932), Касубэ и Фугу (1945-56), Оисида в феврале (1956—1960) Хэйдзо Канаямы, Портрет женщины в комнате (1964), Танцор и Розы (около 1972) Рёхэя Коисо, натюрморты Розы (1971) и Тыква (1964) Морикадзу Кумагаи и Цувано (Префектура Симанэ) (1972) Кадзуки Ясуо. Музею также принадлежат работы Рэя Камои Стена (1976), Поющая в лунном свете (1976), Пьяный в моей деревне (1973), Церковь (1976), Этюд Б (1978) и Белая женщина (1980).

## Галерея

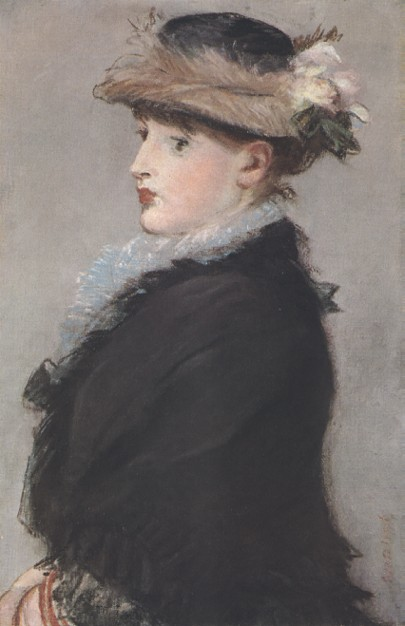
Эдуард Мане: Женщина в шляпе с серыми перьями 1882
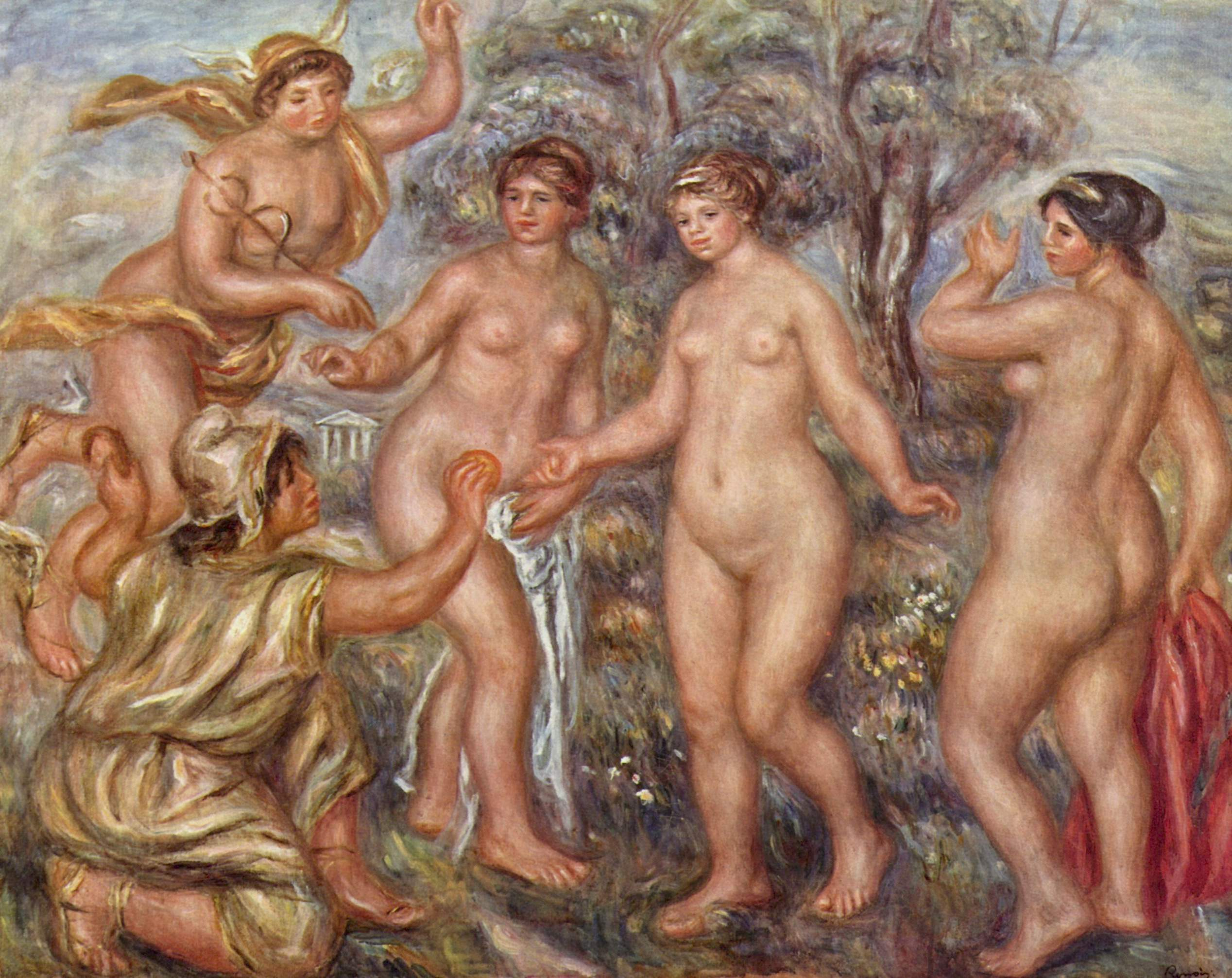
Пьер-Огюст Ренуар: Суд Париса 1913-14
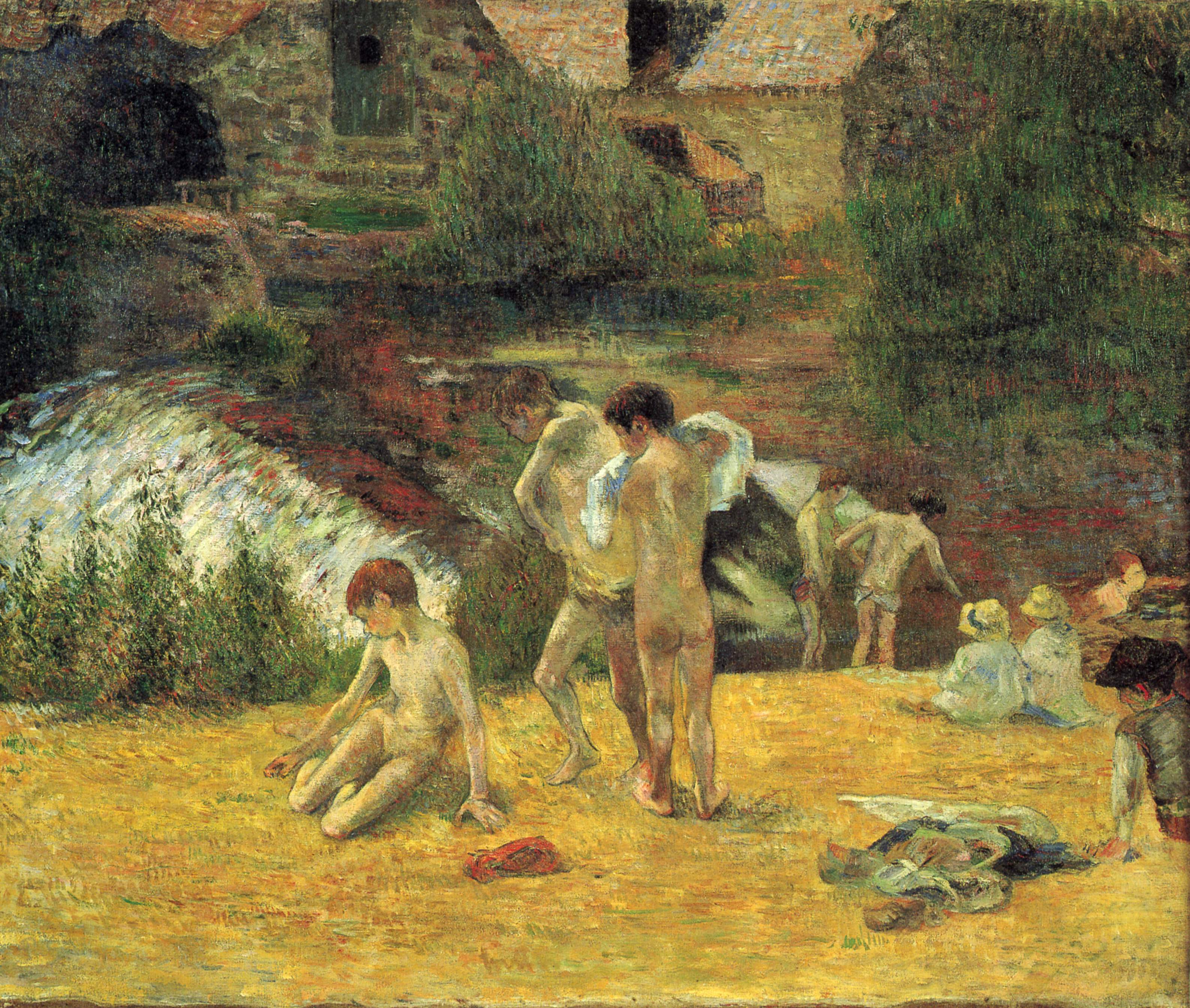
Поль Гоген: Купание юных бретонцев (Купальня у мельницы дю Буа) около 1886
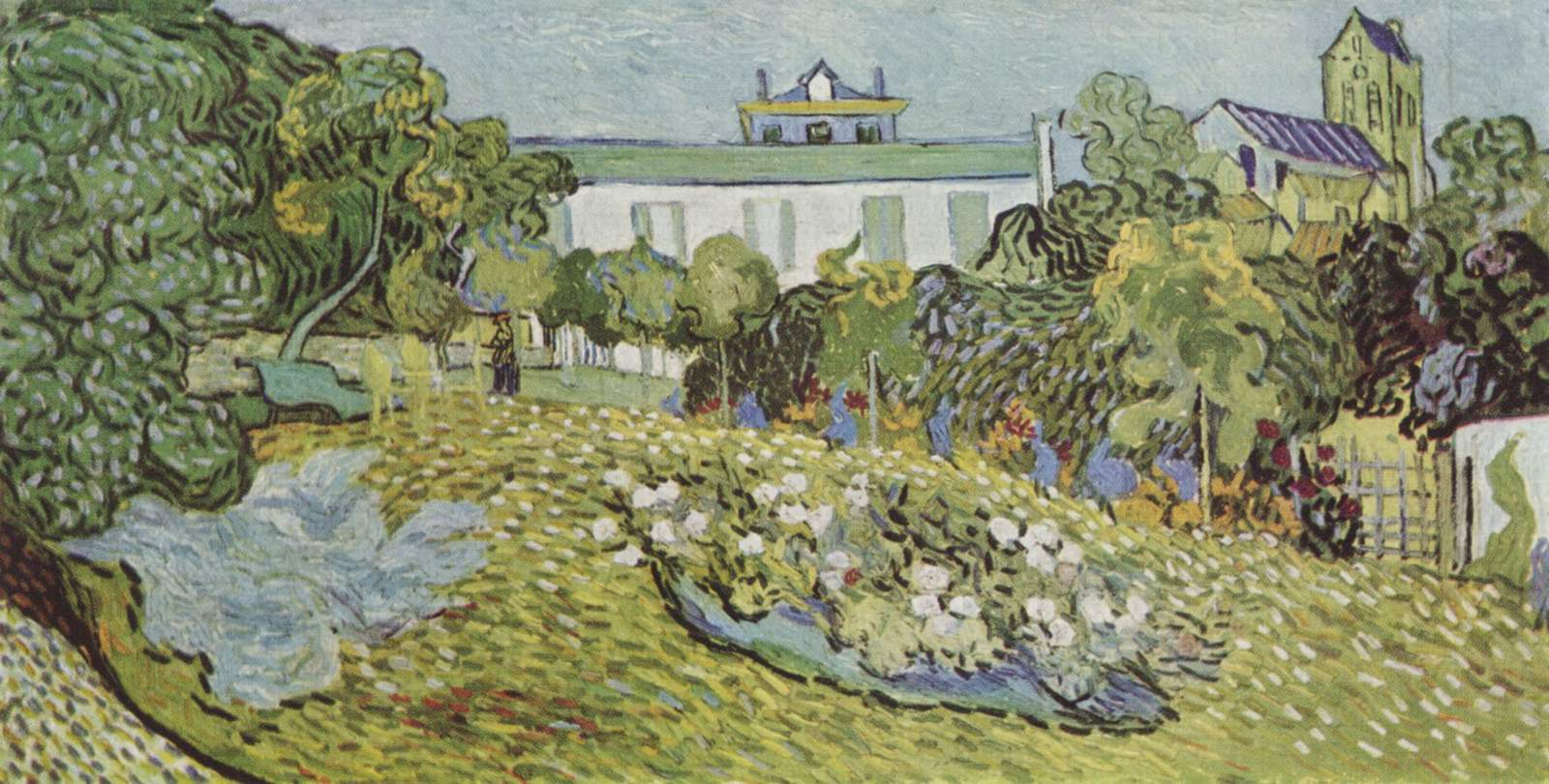
Винсент ван Гог: Сад Добиньи 1890
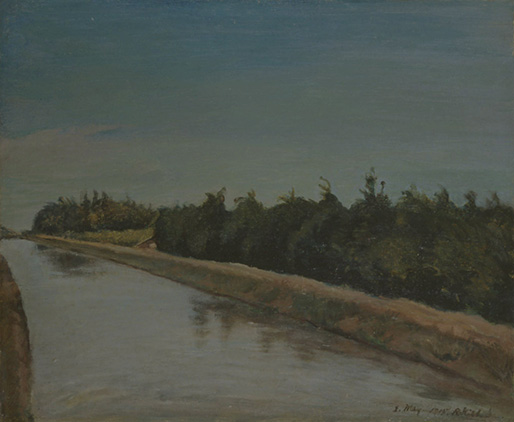
Рюсэй Кисида: Канал в весенний день 1915
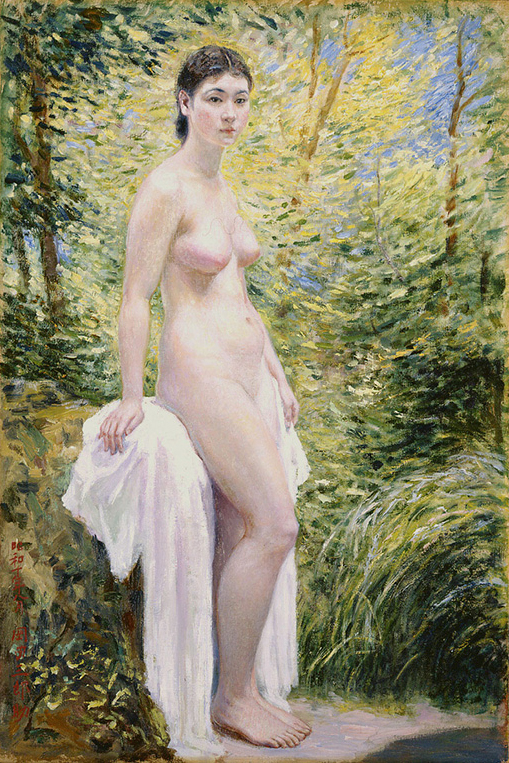
Сабуросукэ Окада: Обнаженная у пруда 1935
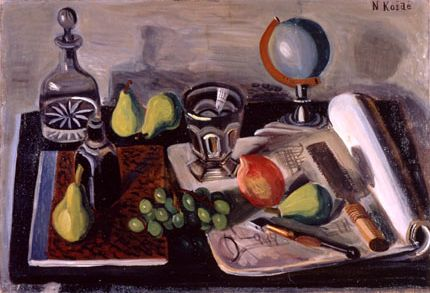
Нарасигэ Коидэ: Натюрморт с глобусом 1925
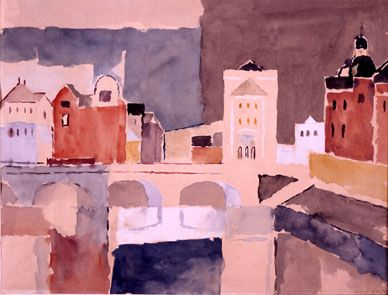
Харуэ Кога: Пейзаж 1923